# Lia Vissi
Olympia Vissi (Lárnaca, 15 de mayo de 1955), más conocida como Lia Vissi (en griego: Λία Βίσση), es una cantante, compositora y política grecochipriota, mayormente conocida por haber participado en la Eurovisión en dos ocasiones y además, por ser la hermana mayor de la también cantante grecochipriota Anna Vissi.

## Carrera
Participó en el Festival de la Canción de Eurovisión en tres ocasiones: en 1979, como apoyo para la cantante Elpida, representando a Grecia; y en 1984, participó de la selección nacional chipriota con la canción "Chtes", con la que obtuvo el segundo lugar. Finalmente, en 1985 logró representar a Chipre en el Festival de Eurovisión como solista, interpretando la canción "To Katalava Arga" (del griego: "Το κατάλαβα αργά", "Me di cuenta tarde"), la que fue escrita por ella misma. La canción solo alcanzó el 16.º puesto de entre 19 canciones, obteniendo 15 puntos. A pesar de haber tenido la misma cantidad de puntos que Grecia, la isla quedó arriba de este último país debido a que, según las reglas del festival, cuando ocurre un empate, el país que posee la mayor cantidad de países que lo hayan votado, se posicionará más arriba.
En 1991 formó parte de la selección nacional griega para Eurovisión cantando la canción "Agapi ti Gi", alcanzando el segundo lugar, detrás de Sophia Vossou. Al año siguiente, la televisión griega decide no televisar la final nacional. Pese a esto, envió la canción "Kapios" para poder participar, obteniendo el segundo lugar nuevamente.
En 2006 se embarcó en el mundo de la política, compitiendo por un asiento en la Cámara de Representantes de Chipre en las elecciones del 21 de junio.
| Predecesor: "Anna Maria Lena" Andy Paul | Chipre en el Festival de Eurovisión 1985 | Sucesor: "Tora Zo" Elpida |

- Datos: Q287435